# سیامک یاسمی
سیامک یاسمی (زاده ۱۳۰۴ – درگذشته ۱۳۷۳) کارگردان سینمای اهل ایران بود. او فعالیت هنری خود را با ترجمه داستان‌های خارجی و چاپ آن‌ها و داستان‌نویسی شروع کرد. او با ساخت فیلم گنج قارون به شهرت رسید.
وی فرزند غلامرضا رشید یاسمی (نویسنده)، و برادرِ شاپور یاسمی و هوشنگ رشید یاسمی بود.

## درگذشت
سیامک یاسمی در ۶۹ سالگی بر اثر سرطان در تهران درگذشت.

## فیلم‌شناسی
۱ - هیولا (۱۳۵۵)

۲ - رانده‌شده (۱۳۵۴)

۳ - پری خوشگله (۱۳۵۳)

۴ - عروس پابرهنه (۱۳۵۳)

۵ - پریزاد (۱۳۵۲)

۶ - دل خودش می‌خواد (۱۳۵۲)

۷ - آبشار طلا (۱۳۵۱)

۸ - طغرل (۱۳۵۱)

۹ - مرد هزارلبخند (۱۳۵۰)

۱۰ - لیلی و مجنون (۱۳۴۹)

۱۱ - بر آسمان نوشته (۱۳۴۷)

۱۲ - تنگهٔ اژدها (۱۳۴۷)

۱۳ - دالاهو (۱۳۴۶)

۱۴ - طوفان نوح (۱۳۴۶)

۱۵ - شمسی پهلوان (۱۳۴۵)

۱۶ - قهرمان قهرمانان (۱۳۴۴)

۱۷ - گنج قارون (۱۳۴۴)

۱۸ - آقای قرن بیستم (۱۳۴۳)

۱۹ - لذت گناه (۱۳۴۳)

۲۰ - ساحل انتظار (۱۳۴۲)

۲۱ - نابغهٔ هفت‌ماهه (۱۳۴۲)

۲۲ - وحشت (۱۳۴۲)

۲۳ - ورپریده (۱۳۴۱)

۲۵ - آس‌وپاس (۱۳۴۰)

۲۶ - عمو نوروز (۱۳۴۰)

۲۷ - اول هیکل (۱۳۳۹)

۲۸ - چشمهٔ آب حیات (۱۳۳۸)

۲۹ - طلسم شکسته (۱۳۳۷)

۳۰ - ظالم بلا (۱۳۳۶)

۳۱ - یوسف و زلیخا (۱۳۳۵)

۳۲ - راهزن (۱۳۳۴)

۳۳ - شب‌های تهران (۱۳۳۲)